# Laurales
De Laurales zijn een orde van de bedektzadigen, verwant aan de Magnoliales. Het zijn houtige planten veelal uit de tropen. De naam Laurales is gevormd uit de familienaam Lauraceae.
De vroegste fossielen van de Laurales stammen uit het Krijttijdperk. Het is mogelijk dat de hoge ouderdom van deze orde een van de redenen voor de grote variëteit in vorm is.
Er is zelfs niet één morfologisch kenmerk bekend dat alle soorten in de orde gemeen hebben. Hierdoor is er ook veel verschil van mening geweest onder botanici wat de exacte grenzen van deze orde zijn. Pas tegen het einde van de 20e eeuw is de nu geaccepteerde indeling door moleculair onderzoek tot stand gekomen.

## Taxonomie

### APG
Volgens het APG III-systeem (2009) en het APG II-systeem (2003), onveranderd ten opzichte van het APG-systeem (1998), wordt de orde ingedeeld in de clade Magnoliiden en is daarmee expliciet uitgesloten van de 'nieuwe' Tweezaadlobbigen. Volgens APG worden de volgende families tot deze orde gerekend:
- orde Laurales:
  - familie Atherospermataceae
  - familie Calycanthaceae (Specerijstruikfamilie)
  - familie Gomortegaceae
  - familie Hernandiaceae
  - familie Lauraceae (Laurierfamilie)
  - familie Monimiaceae
  - familie Siparunaceae

### Cronquist
Volgens het Cronquist-systeem (1981) bestond de orde, daar ingedeeld in de onderklasse Magnoliidae, uit een iets andere groep families:
- orde Laurales:
  - familie Amborellaceae
  - familie Calycanthaceae
  - familie Gomortegaceae
  - familie Hernandiaceae
  - familie Idiospermaceae
  - familie Lauraceae
  - familie Monimiaceae
  - familie Trimeniaceae

De planten die in deze orde bij elkaar gebracht worden zijn dezelfde als bij APG, met uitzondering van de familie Amborellaceae (één soort). De familie Idiospermaceae wordt door APG niet in een andere orde geplaatst maar de betreffende planten worden ingevoegd in de familie Calycanthaceae. De Atherospermataceae en Siparunaceae zijn afsplitsingen van de Monimiaceae.